# Cellule matelassée

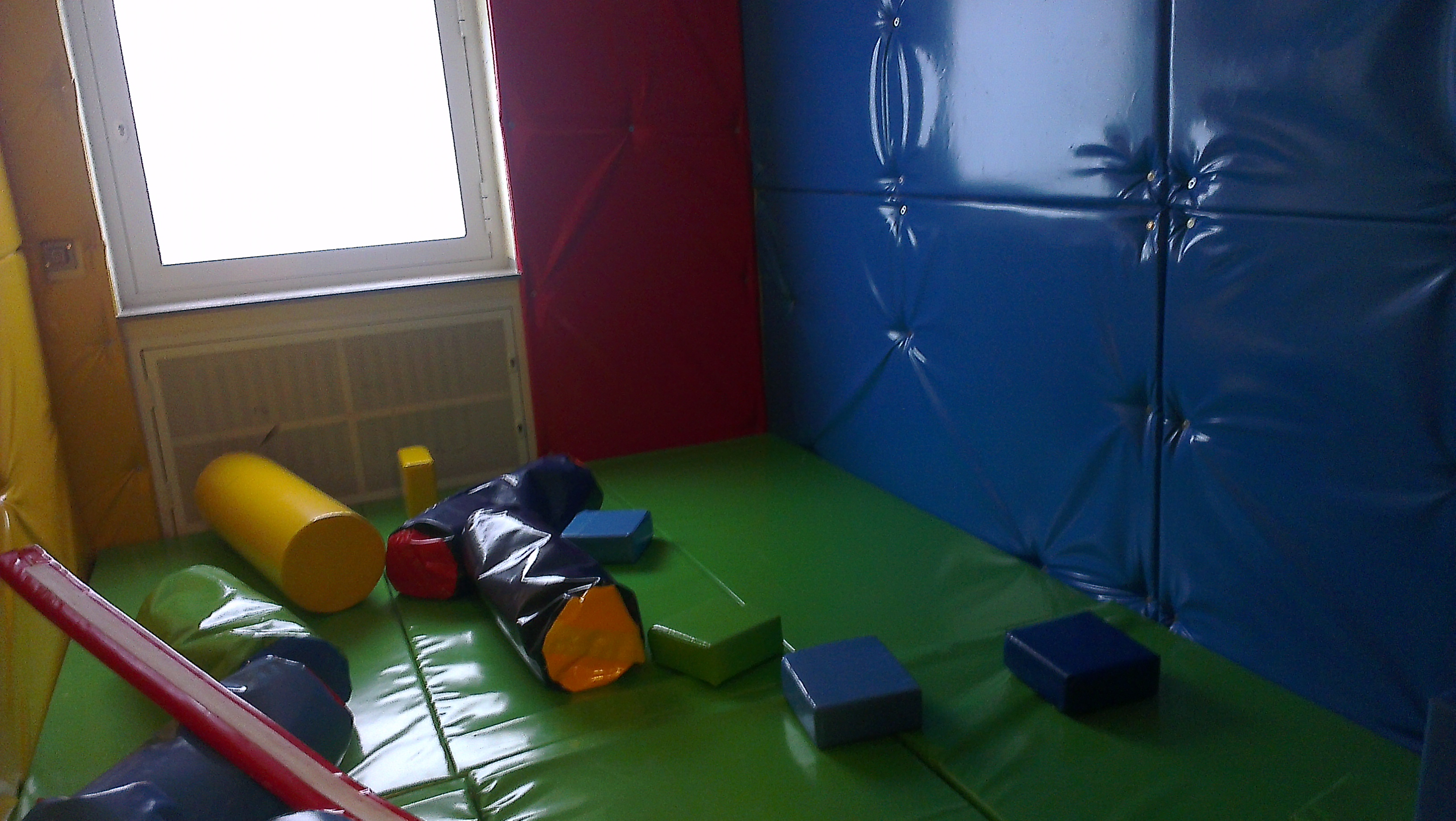
Cellule capitonnée dans un hôpital psychiatrique allemand.

Une cellule matelassée, aussi appelée « cellule capitonnée » est une pièce spéciale pouvant être trouvée dans des hôpitaux psychiatriques ou des établissements pénitentiaires, voire dans des établissements scolaires recevant des enfants ayant des comportements agressifs.

## Destination
Ce type d'installation est destiné aux individus violents, qu'il faut empêcher de nuire à eux-mêmes ou à autrui. Ces pièces, en général petites, sont constituées de parois entièrement recouvertes d'un matelassage, ce qui fait que l'interné, même s'il se précipite contre ces parois, ou se tape la tête contre elles, rebondira sans se faire mal. En outre, la fermeture complète et le rembourrage de la pièce lui donne un caractère totalement silencieux qui peut contribuer à calmer un patient surexcité.
Pour éviter tout accident, ces pièces sont dépourvues de tout mobilier ou de tous angles vifs qui nuiraient à leur destination. Elles comprennent une fenêtre, et/ou un système audio ou de vidéosurveillance permettant l'observation.
Les individus enfermés en cellule capitonnée ou matelassée sont parfois sanglés dans une camisole de force, voire également entravés, pour restreindre plus encore leur capacité de mouvements.